# Julien Desrosiers
Pour les articles homonymes, voir Desrosiers.
Julien Desrosiers (né le 14 octobre 1980 à Saint-Anaclet-de-Lessard au Québec) est un joueur professionnel franco-canadien de hockey sur glace devenu entraîneur. Il a été naturalisé français en 2004.

## Carrière
Il commence sa carrière en 1997 dans la Ligue de hockey junior majeur du Québec aux côtés de Vincent Lecavalier, futur joueur de la Ligue nationale de hockey, au sein de l'Océanic de Rimouski. Il quitte l'Amérique du Nord en 2001 pour rejoindre la France.
Lors de la saison 2004-2005, il termine meilleur buteur de la Ligue Magnus avec 31 buts en 28 matchs de saison régulière. Il forme alors un duo avec Mark Rycroft sous les couleurs des Diables Rouges de Briançon. Il obtient son passeport français en octobre 2004. Les diables rouges échouent en finale de la Coupe de France contre les Dragons de Rouen.
À la suite de cette saison, il change de club et rejoint les Dragons de Rouen avec lesquels il jouera 10 saisons. Il quitte la Normandie et intègre l'effectif des Boxers de Bordeaux, fraîchement promus de D1, en 2015.
En décembre 2015, il devient le premier joueur de l'histoire de la ligue Magnus à passer la barre des 500 points en saison régulière.
Il prend d'abord sa retraite à l'issue de la 2017-2018, et devient entraineur des équipes élite jeunes (moins de 17 ans et de 20 ans) et réserve de Bordeaux, mais est finalement rappelé dans l'équipe première au cours de la saison suivante, pour pallier des blessures, notamment la retraite prématurée de Maxime Sauvé que le club, en difficultés financières, ne pouvait remplacer par un recrutement,.
Il joue la seconde moitié de la saison avec les Boxers et le début des séries éliminatoires, avant de subir, au cours d'une bagarre générale à la fin du quatrième match des quarts de finale contre Amiens, une violente agression qualifiée par la presse de « prise de judo », qui entraine une commotion cérébrale avec perte de connaissance et une luxation acromio-claviculaire de stade 2, et met fin à sa saison,. Il arrête alors définitivement sa carrière de joueur.
Il devient entraineur adjoint de l'équipe première, et laisse sa place en tant qu'entraineur de l'équipe réserve. Il obtient de bons résultats avec le pôle espoir, les deux équipes montant d'une division. À la fin de la saison 2019-2020, il cesse d'entrainer l'équipe U17 par manque de temps.
En janvier 2022, les Boxers annoncent son départ du club d'un commun accord, les difficultés financières liées à la pandémie de Covid-19 ne permettant pas de garantir son poste la saison suivante, et Julien Desrosiers souhaitant alors suivre une formation professionnelle à partir du mois suivant pour le cas où il ne pourrait pas rester entraineur de hockey.

### Carrière internationale
En 2005, il est appelé pour la première fois en équipe de France pour le championnat du monde.

## Trophées et honneurs personnels
- Ligue Magnus
  - 2004-2005 : sélectionné dans l'équipe des meilleurs français pour le Match des étoiles
  - 2005-2006 :
    - champion de la ligue Magnus avec le RHE 76
    - sélectionné dans l'équipe des meilleurs français pour le Match des étoiles

  - 2006-2007 : sélectionné dans l'équipe des meilleurs français pour le Match des étoiles
  - 2007-2008 :
    - sélectionné dans l'équipe des meilleurs français pour le Match des étoiles
    - meilleur pointeur des séries éliminatoires
    - meilleur buteur des séries éliminatoires
    - champion avec le RHE 76

  - 2008-2009 :
    - sélectionné dans l'équipe étoile des joueurs français
    - remporte le trophée Albert-Hassler

  - 2009-2010 :
    - Coupe de la Ligue avec le RHE 76
    - sélectionné dans l'équipe étoile des joueurs français
    - champion avec le RHE 76

  - 2010-2011 :
    - Match des champions avec le RHE 76
    - Coupe de France avec le RHE 76
    - champion avec le RHE 76

  - 2011-2012 :
    - champion de la coupe Continentale avec le RHE 76
    - champion avec le RHE 76

  - 2012-2013 :
    - Match des champions avec le RHE 76
    - Coupe de la Ligue avec le RHE 76
    - meilleur attaquant de la Coupe Continentale[8]
    - meilleur pointeur de la Coupe Continentale[9]

  - 2014-2015 :
    - Coupe de France avec le RHE 76
    - remporte le trophée Albert-Hassler (meilleur joueur)
    - remporte le trophée Charles-Ramsay (meilleur pointeur de la saison)

## Statistiques
| Saison    | Équipe                      | Ligue        |    | Saison régulière | Saison régulière | Saison régulière | Saison régulière | Saison régulière |   | Séries éliminatoires | Séries éliminatoires | Séries éliminatoires | Séries éliminatoires | Séries éliminatoires |
| Saison    | Équipe                      | Ligue        | PJ | B                | A                | Pts              | Pun              | PJ               | B | A                    | Pts                  | Pun                  |                      |                      |
| 1997-1998 | Océanic de Rimouski         | LHJMQ        | 37 | 12               | 12               | 24               | 16               | 14               | 3 | 4                    | 7                    | 2                    |                      |                      |
| 1998-1999 | Océanic de Rimouski         | LHJMQ        | 64 | 31               | 37               | 68               | 40               | 11               | 3 | 4                    | 7                    | 8                    |                      |                      |
| 1999-2000 | Voltigeurs de Drummondville | LHJMQ        | 68 | 28               | 57               | 85               | 38               | 16               | 7 | 10                   | 17                   | 12                   |                      |                      |
| 2000-2001 | Voltigeurs de Drummondville | LHJMQ        | 57 | 32               | 45               | 77               | 90               | 6                | 6 | 4                    | 10                   | 4                    |                      |                      |
| 2001-2002 | Étoile noire de Strasbourg  | Division 1   |    | 25               | 21               | 46               |                  |                  |   |                      |                      |                      |                      |                      |
| 2002-2003 | ASG Tours                   | Super 16     | 23 | 18               | 16               | 34               | 65               |                  |   |                      |                      |                      |                      |                      |
| 2003-2004 | ASG Tours                   | Coupe        | 2  | 3                | 3                | 6                | 10               |                  |   |                      |                      |                      |                      |                      |
| 2003-2004 | ASG Tours                   | Super 16     | 25 | 16               | 16               | 32               | 36               | 3                | 0 | 2                    | 2                    | 6                    |                      |                      |
| 2004-2005 | Diables Rouges de Briançon  | Ligue Magnus | 28 | 31               | 14               | 45               | 73               | 4                | 2 | 1                    | 3                    | 6                    |                      |                      |
| 2005-2006 | Rouen HE                    | Ligue Magnus | 26 | 12               | 15               | 27               | 22               | 9                | 8 | 9                    | 17                   | 16                   |                      |                      |
| 2006-2007 | Rouen HE                    | Ligue Magnus | 24 | 14               | 30               | 44               | 40               | 8                | 2 | 6                    | 8                    | 8                    |                      |                      |
| 2007-2008 | Rouen HE                    | Ligue Magnus | 25 | 22               | 37               | 59               | 36               | 8                | 7 | 11                   | 27                   | 12                   |                      |                      |
| 2008-2009 | Rouen HE                    | Ligue Magnus | 26 | 27               | 29               | 56               | 26               | 6                | 5 | 3                    | 8                    | 6                    |                      |                      |
| 2009-2010 | Rouen HE                    | Ligue Magnus | 24 | 23               | 24               | 47               | 40               | 4                | 3 | 4                    | 7                    | 14                   |                      |                      |
| 2010-2011 | Rouen HE                    | CC           | 6  | 2                | 4                | 6                | 10               | -                | - | -                    | -                    | -                    |                      |                      |
| 2010-2011 | Rouen HE                    | Ligue Magnus | 25 | 18               | 34               | 52               | 26               | 9                | 3 | 7                    | 10                   | 2                    |                      |                      |
| 2011-2012 | Rouen HE                    | CC           | 3  | 1                | 6                | 7                | 0                | -                | - | -                    | -                    | -                    |                      |                      |
| 2011-2012 | Rouen HE                    | Ligue Magnus | 24 | 16               | 18               | 34               | 24               | 15               | 6 | 15                   | 21                   | 30                   |                      |                      |
| 2012-2013 | Rouen HE                    | CC           | 3  | 1                | 5                | 6                | 0                | -                | - | -                    | -                    | -                    |                      |                      |
| 2012-2013 | Rouen HE                    | Ligue Magnus | 23 | 17               | 17               | 34               | 16               | 15               | 6 | 15                   | 21                   | 41                   |                      |                      |
| 2013-2014 | Rouen HE                    | Ligue Magnus | 21 | 21               | 12               | 33               | 12               | 9                | 3 | 10                   | 13                   | 30                   |                      |                      |
| 2014-2015 | Rouen HE                    | Ligue Magnus | 26 | 9                | 38               | 47               | 32               | 4                | 0 | 1                    | 1                    | 4                    |                      |                      |
| 2015-2016 | Boxers de Bordeaux          | Ligue Magnus | 25 | 12               | 20               | 32               | 12               | 10               | 7 | 8                    | 15                   | 2                    |                      |                      |
| 2016-2017 | Boxers de Bordeaux          | Ligue Magnus | 43 | 14               | 20               | 34               | 14               | 11               | 7 | 4                    | 11                   | 12                   |                      |                      |
| 2017-2018 | Boxers de Bordeaux          | Ligue Magnus | 44 | 12               | 23               | 35               | 12               | 11               | 5 | 6                    | 11                   | 10                   |                      |                      |
| 2018-2019 | Boxers de Bordeaux          | Ligue Magnus | 21 | 7                | 12               | 19               | 22               | 4                | 1 | 0                    | 1                    | 2                    |                      |                      |